# Modi (film)
Pour les articles homonymes, voir Modi.
Pour plus de détails, voir Fiche technique et Distribution.
Modi (italien : Modi - Tre giorni sulle ali della follia ; anglais : Modi: Three Days on the Wings of Madness) est un film italo-britannique réalisé par Johnny Depp et sorti en 2025. Il s'agit d'un film biographique consacré à Amedeo Modigliani, adapté de la pièce du même nom de Dennis McIntyre. Le film explore deux jours chaotiques de la vie de l'artiste bohémien-italien alors qu'il se trouve à Paris.
Le film est présenté la première fois au festival international du film de Saint-Sébastien 2024 et sortira en salles début 2025.

## Synopsis
Dans les années 1910, Amedeo Modigliani, surnommé « Modi » par ses amis, vit à Paris où il fuit la police. Alors qu'il veut mettre fin à sa carrière et quitter la ville, ses amis artistes — le Français Maurice Utrillo, le Biélorusse Chaïm Soutine et la muse anglaise Beatrice Hastings — veulent l'en dissuader. Modi demande conseil à son marchand d'art et ami polonais, Léopold Zborowski, mais le chaos atteint son paroxysme lorsqu'il se retrouve face à un collectionneur qui pourrait bien changer sa vie.

## Fiche technique
Sauf indication contraire, les informations mentionnées dans cette section peuvent être confirmées par la base de données cinématographiques IMDb,  présente dans la section « Liens externes ».
- Titre original italien : Modi - Tre giorni sulle ali della follia
- Titre original anglais : Modì, Three Days on the Wing of Madness
- Réalisation : Johnny Depp
- Scénario : Jerzy Kromolowski et Mary Olson-Kromolowski, d'après la pièce de théâtre Modigliani de Dennis McIntyre
- Musique : Sacha Puttnam et Steve McLaughlin
- Direction artistique : Mónika Esztán
- Décors : David Warren
- Costumes : Penny Rose
- Photographie : Nicola Pecorini
- Montage : Mark Davies
- Production : Barry Navidi

Producteurs délégués : Stephen Deuters, Konstantin Elkin, Jason Forman, Nadine Luque, Stephen Malit, Svetlana Migunova-Dali et Sam Sarkar
- Sociétés de production : IN.2 Film, Salome Productions, Barry Navidi Productions, ILBE Group, Proton Cinema, The Veterans et Red Sea Film Foundation
- Société de distribution : Be Water (Italie)
- Pays de production :  Royaume-Uni,  Italie
- Langue originale : anglais
- Format : couleur
- Genre : drame biographique
- Date de sortie[2] :
  - Espagne : 24 septembre 2024 (festival de Saint-Sébastien)
  - Italie : 21 novembre 2024

## Distribution
- Riccardo Scamarcio : Amedeo Modigliani
- Antonia Desplat : Beatrice Hastings
- Bruno Gouery : Maurice Utrillo
- Al Pacino : Maurice Gangnat
- Luisa Ranieri : Rosalie Tobia
- Stephen Graham : Léopold Zborowski
- Ryan McParland : Chaïm Soutine
- Sally Phillips : la femme du général

## Production

### Genèse et développement
Dans les années 1970, Al Pacino a l'idée de faire un film biographique sur Amedeo Modigliani inspiré de la pièce de théâtre Modigliani de Dennis McIntyre. Le producteur américain Keith Barish (en) en acquiert les droits et donne un contrôle créatif total sur le projet à Al Pacino. Ce dernier se rend à Paris avec Richard Price pour écrire le script. Celui-ci sera proposé à Francis Ford Coppola en 1979. Le projet est également proposé à deux autres réalisateurs, Bernardo Bertolucci et Martin Scorsese. Après le refus du premier, Al Pacino présente le script à Martin Scorsese, qui est très impressionné. Mais les deux hommes peinent à trouver un financement auprès des studios.
Le cinéaste britannique Mick Davis écrit un script Modigliani dans les années 1990 et l'envoie à Scorsese, qui l'apprécie beaucoup. Lors d'un interview en 2014, Mick Davis déclare : « Martin Scorsese m'a dit que c'était l'un des meilleurs scénarios qu'il ait jamais lu et qu'il pourrait se transformer en film ou en représentation théâtrale. » Al Pacino reçoit le scénario peu de temps après et est lui aussi séduit. Il suggère à Mick Davis de combiner cette version avec certains éléments du précédent script. Al Pacino est alors envisagé comme réalisateur, avec Johnny Depp dans le rôle de Modigliani. Non satisfait de l'idée de fusionner les deux scénarios, Mick Davis développe son propre film, Modigliani, qui sort en 2004.
En août 2022, il est annoncé que Johnny Depp réalisera et produira Modigliani, coproduit par Al Pacino et Barry Navidi. C'est le second long métrage réalisé par l'acteur, après The Brave (1997).
Le nouveau scénario est écrit par Jerzy and Mary Kromolowski. En mai 2023, le film est rebaptisé Modi.
Le film est produit par la société de Johnny Depp's IN.2 (division européenne de sa société-mère Infinitum Nihil), ainsi que par Salome Productions, Barry Navidi Productions et The Veterans, avec la participation de la société Proton Cinema basée à Budapest,.

### Attribution des rôles
Dès l'annonce de Johnny Depp comme réalisateur, Riccardo Scamarcio et Pierre Niney sont annoncés dans les rôles respectifs d'Amedeo Modigliani et Maurice Utrillo, alors qu'Al Pacino sera Gangnat,.
Mi-septembre 2023, alors que le tournage doit bientôt débuter à Budapest, Pierre Niney renonce finalement à son rôle, en raison d'une incompatibilité d'emploi du temps avec le tournage du film Le Comte de Monte Cristo. En septembre 2023, Luisa Ranieri, Antonia Desplat, Stephen Graham, Bruno Gouery, Ryan McParland, Benjamin Lavernhe ou encore Sally Phillips rejoignent le film ou que Bruno Gouery remplacera Pierre Niney dans le rôle de Maurice Utrillo. Benjamin Lavernhe ne jouera pas dans Modi. Pierre Niney avait lui aussi renoncé et s'en était expliqué. Benjamin Lavernhe invité sur RTL, a détaillé les raisons de ce changement. « Il y a eu un problème de planning avec Al Pacino. Je ne pensais pas pouvoir dire ça dans ma vie ! ». Et il ajoute : « C’était Al Pacino ou moi ! Ce n’est pas une blague de sketch. Du coup, ça n’aura pas lieu. Pendant un mois et demi, on a travaillé sur le planning, et au dernier moment, ce n’était plus possible. ».

### Tournage
Le tournage débute en septembre 2023 à Budapest, où certaines rues sont décorées pour recréer Paris dans les années 1910. Certaines scènes seront également tournées en Italie,,.

## Sortie et accueil
Le 31 octobre 2024, une bande annonce est dévoilée, confirmant la sortie dans les salles pour l'année 2025. Avant cela, le film est présenté hors compétition au festival international du film de Saint-Sébastien 2024. Le film est également projeté au Rome Film Festival en octobre 2024 pour sa première italienne, durant lequel le Lifetime Achievement Award est remis au réalisateur.